# Анауак (Техас)
Анауак (англ. Anahuac) — місто (англ. city) в США, адміністративний центр округу Чемберс на південному сході штату Техас приблизно за 80 км на схід від Г'юстона. Населення — 1980 осіб (2020).

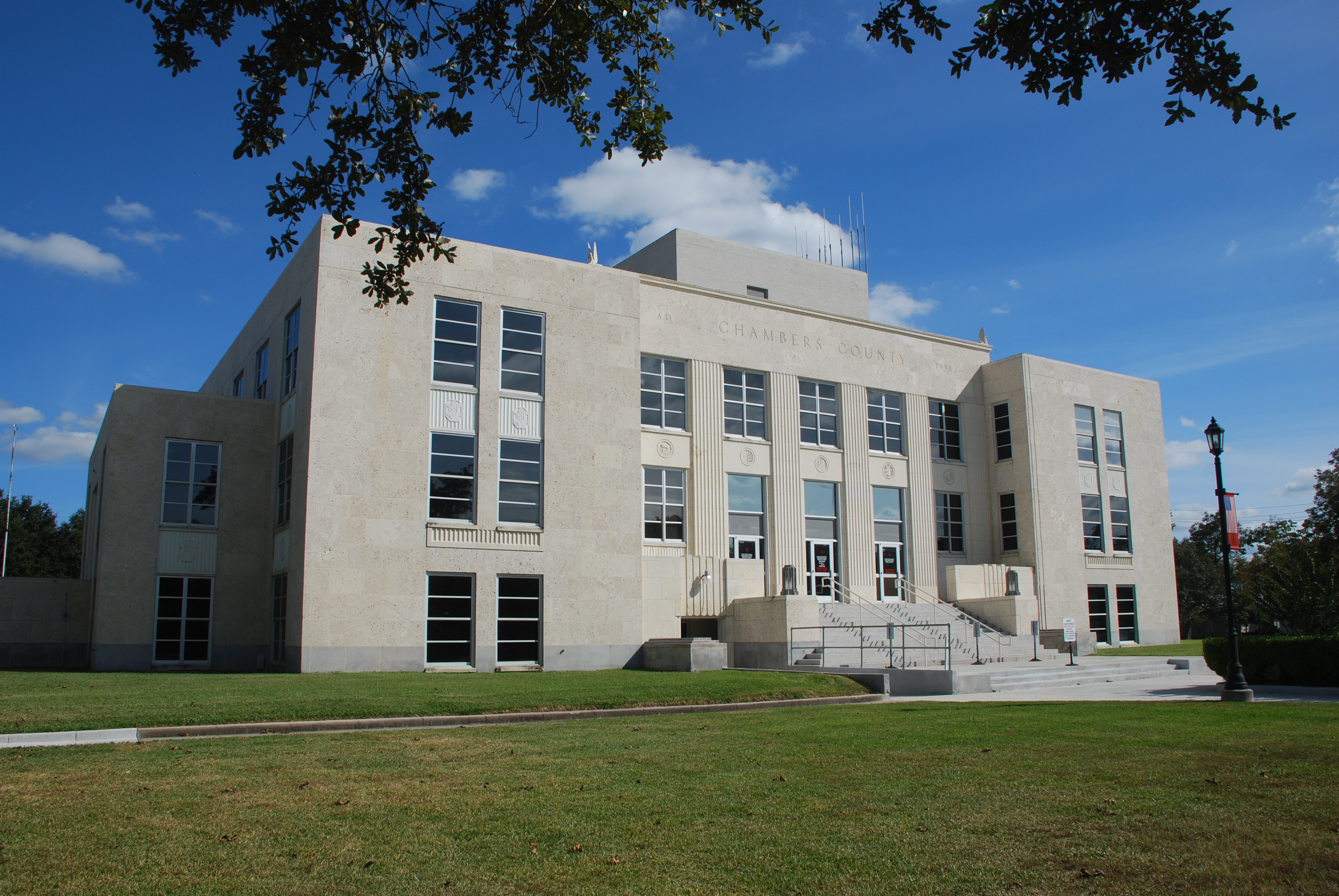
Будівля суду округу Чамберс

## Географія
Анауак розташований за координатами 29°45′54″ пн. ш. 94°40′43″ зх. д. / 29.76500° пн. ш. 94.67861° зх. д. (29.764928, -94.678677).  За даними Бюро перепису населення США в 2010 році місто мало площу 5,51 км², уся площа — суходіл.

### Клімат
| Клімат Анауак            | Клімат Анауак | Клімат Анауак | Клімат Анауак | Клімат Анауак | Клімат Анауак | Клімат Анауак | Клімат Анауак | Клімат Анауак | Клімат Анауак | Клімат Анауак | Клімат Анауак | Клімат Анауак | Клімат Анауак |
| Показник                 | Січ.          | Лют.          | Бер.          | Квіт.         | Трав.         | Черв.         | Лип.          | Серп.         | Вер.          | Жовт.         | Лист.         | Груд.         | Рік           |
| Абсолютний максимум, °C  | 30            | 29            | 34            | 34            | 36            | 39            | 43            | 39            | 41            | 38            | 32            | 31            | 43            |
| Середній максимум, °C    | 16            | 18            | 21            | 25            | 28            | 32            | 33            | 33            | 31            | 27            | 22            | 17            | 25            |
| Середній мінімум, °C     | 6             | 8             | 11            | 14            | 19            | 22            | 24            | 23            | 21            | 16            | 11            | 7             | 15            |
| Абсолютний мінімум, °C   | −12           | −11           | −5            | 1             | 6             | 11            | 13            | 16            | 7             | 1             | −5            | −13           | −13           |
| Норма опадів, мм         | 113.5         | 84.1          | 86.4          | 91.2          | 132.1         | 165.1         | 138.4         | 129.3         | 162.3         | 128.5         | 106.9         | 115.3         | 1453.1        |
| ------------------------ | ------------- | ------------- | ------------- | ------------- | ------------- | ------------- | ------------- | ------------- | ------------- | ------------- | ------------- | ------------- | ------------- |
| Джерело: www.weather.com |               |               |               |               |               |               |               |               |               |               |               |               |               |

## Демографія
Згідно з переписом 2010 року, у місті мешкали 2243 особи в 754 домогосподарствах у складі 556 родин. Густота населення становила 407 осіб/км².  Було 869 помешкань (158/км²).
Расовий склад населення:
| - 66,4 % — білих - 14,4 % — чорних або афроамериканців - 0,6 % — азіатів - 0,3 % — корінних американців - 15,2 % — осіб інших рас |

До двох чи більше рас належало 3,0 %. Частка іспаномовних становила 25,5 % від усіх жителів.
За віковим діапазоном населення розподілялося таким чином: 26,7 % — особи молодші 18 років, 62,3 % — особи у віці 18—64 років, 11,0 % — особи у віці 65 років та старші. Медіана віку мешканця становила 34,8 року. На 100 осіб жіночої статі у місті припадало 102,8 чоловіків;  на 100 жінок у віці від 18 років та старших — 106,1 чоловіків також старших 18 років.
Середній дохід на одне домашнє господарство  становив 61 369 доларів США (медіана — 44 940), а середній дохід на одну сім'ю — 73 172 долари (медіана — 65 114). Медіана доходів становила 51 434 долари для чоловіків та 34 375 доларів для жінок. За межею бідності перебувало 26,1 % осіб, у тому числі 34,3 % дітей у віці до 18 років та 15,8 % осіб у віці 65 років та старших.
Цивільне працевлаштоване населення становило 699 осіб. Основні галузі зайнятості: освіта, охорона здоров'я та соціальна допомога — 21,0 %, будівництво — 13,2 %, транспорт — 10,6 %, виробництво — 10,0 %.